# Dracocephalum calophyllum
Dracocephalum calophyllum là một loài thực vật có hoa trong họ Hoa môi. Loài này được Hand.-Mazz. mô tả khoa học đầu tiên năm 1923 publ. 1924.